# Ford Prefect (autómárka)
A Ford Prefect egy brit autósorozat, melyet a Ford Motor Company gyártott. 1938 októberében mutatták be, majd 1941-ig gyártották. 1945-ben visszatért a piacra, és 1961-ig ismét gyártották a típust.

## Export
Az Egyesült Királyságon kívül Ford Prefect autókat adtak el Amerikában, Ausztráliában, Új-Zélandon, Argentínában és Kanadában. A kanadai modell bal oldalon kormányzott volt. Lettországban a Ford-Vairogs autógyár Ford-Vairogs Junior néven gyártotta.

## Modellek

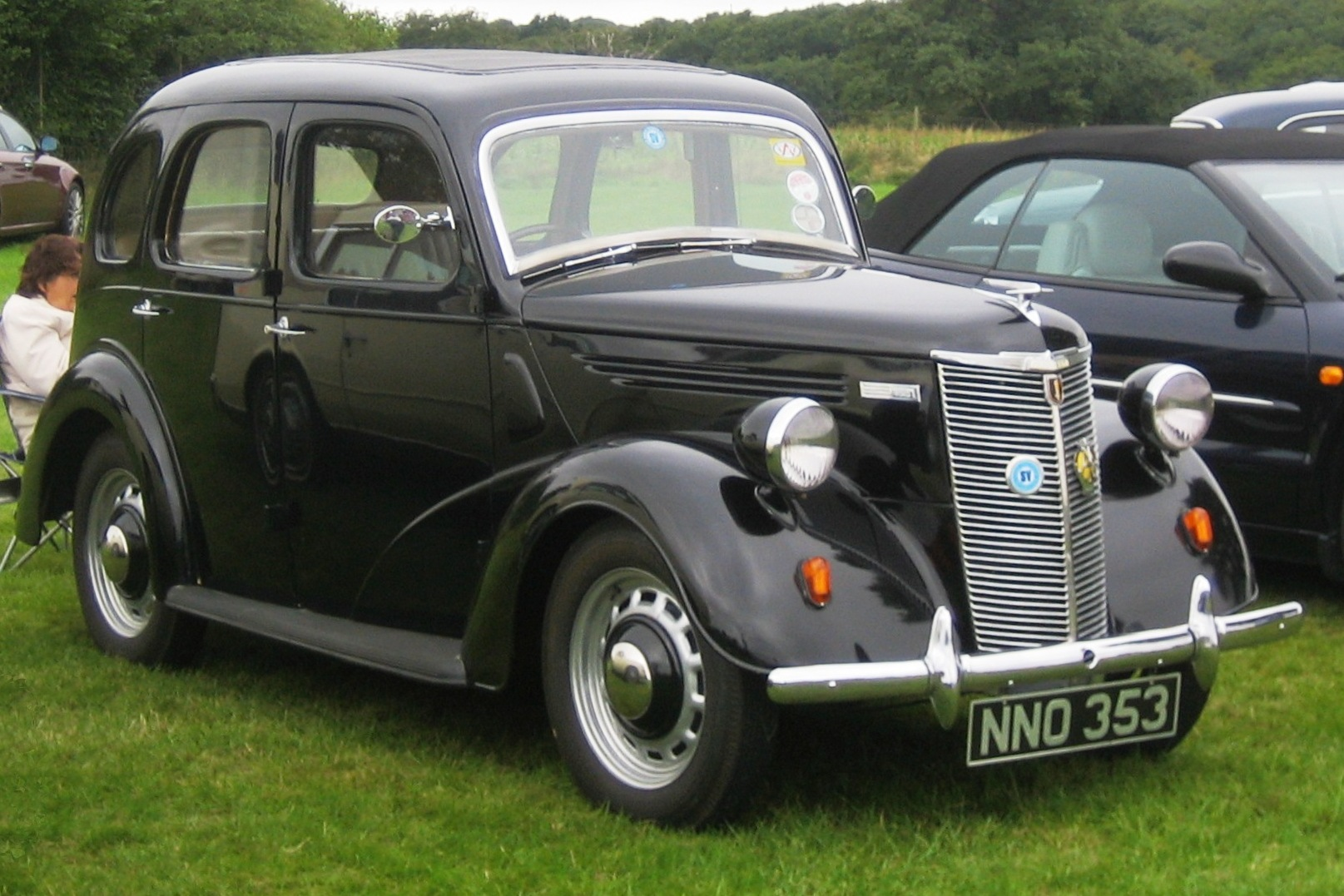
Ford Prefect E93A (1938-49)
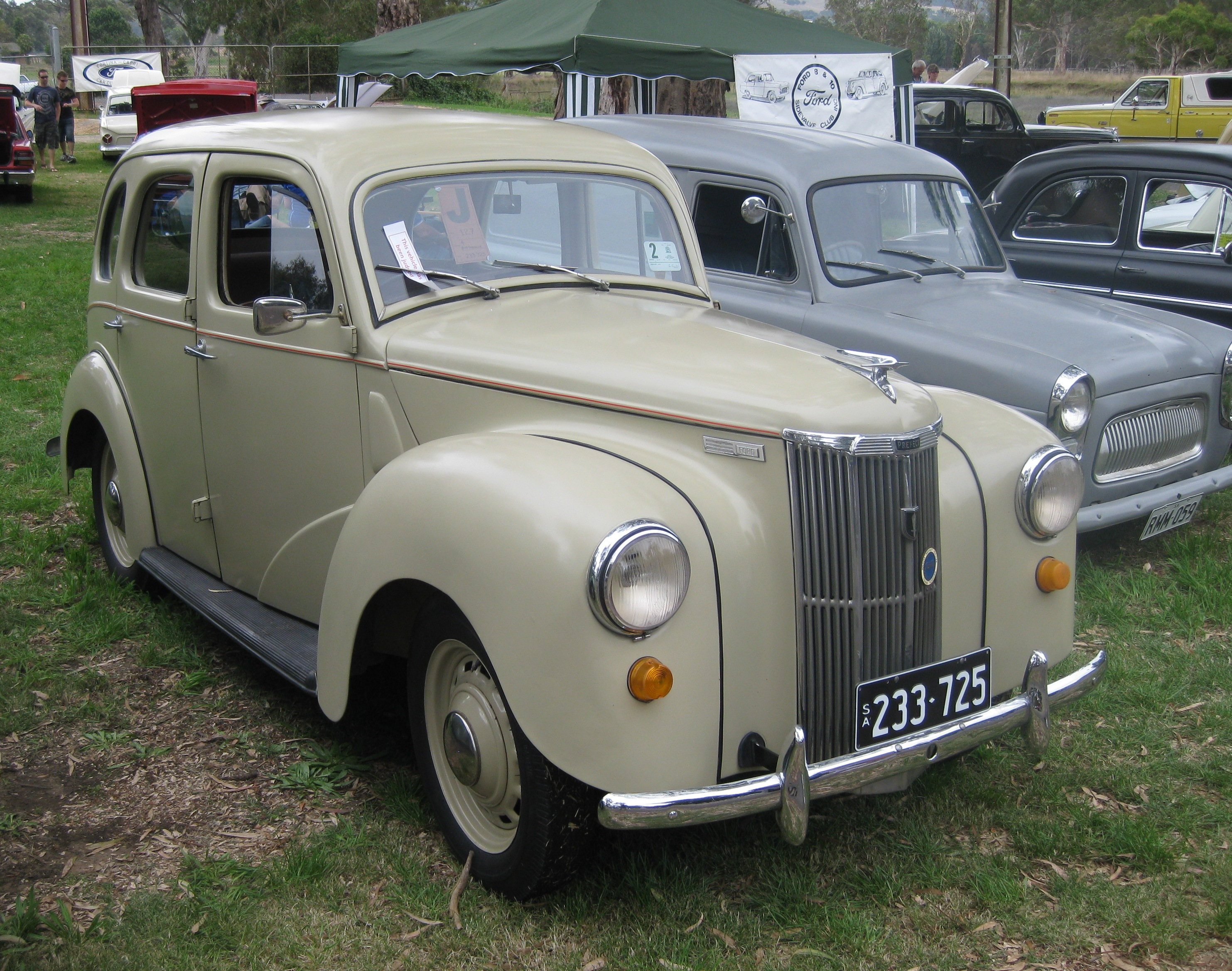
Ford Prefect E493A (1949–53)
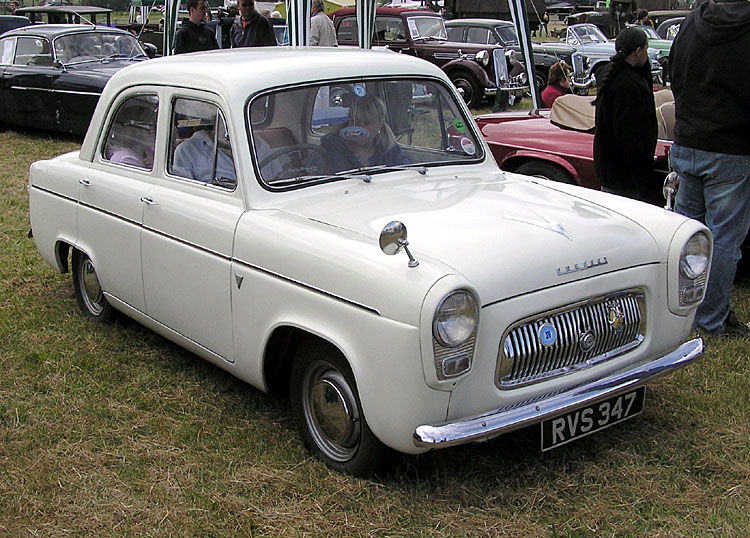
Ford Prefect 100E (1953–59)
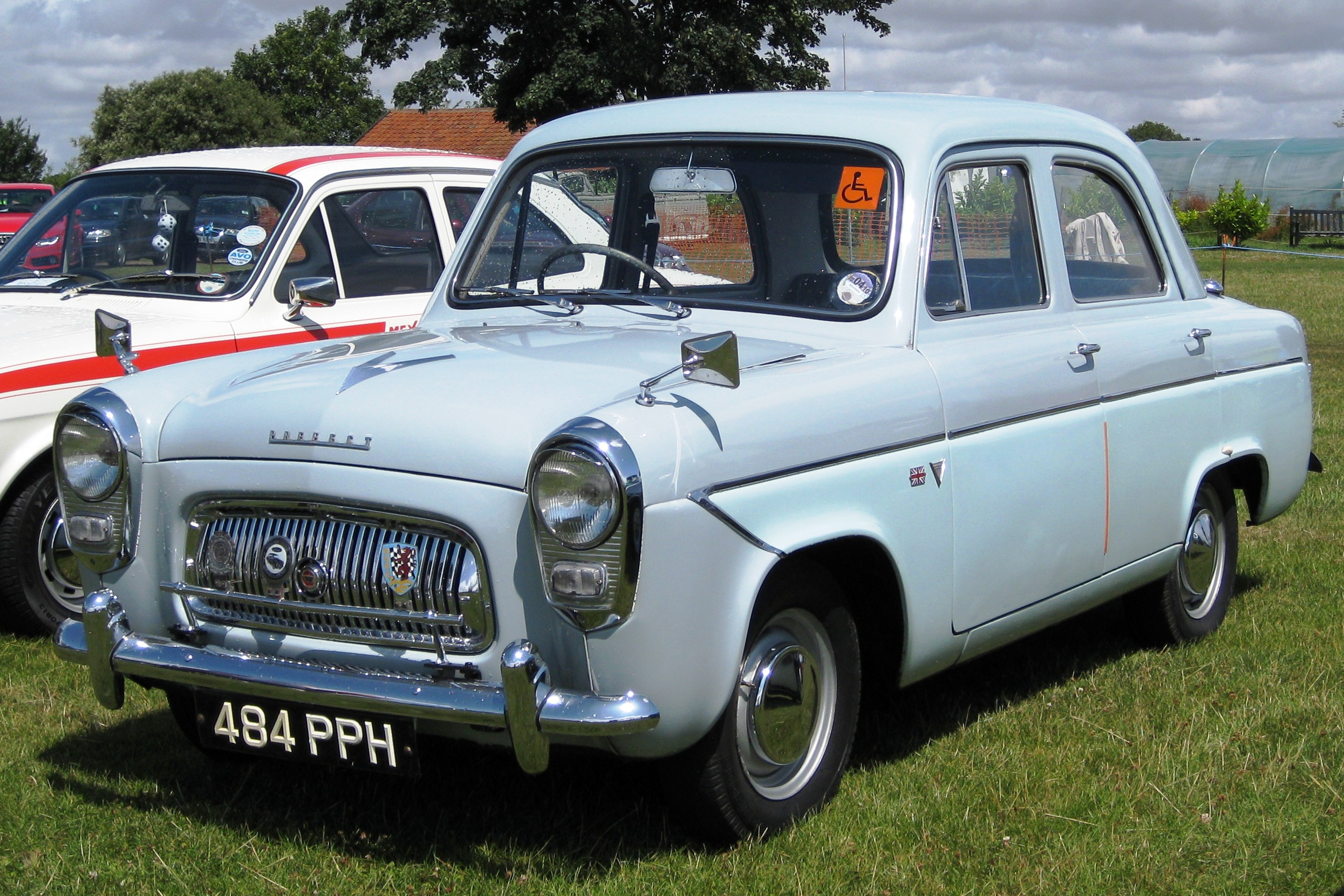
Ford Prefect 107E (1959–61)